# Pastiche architectural

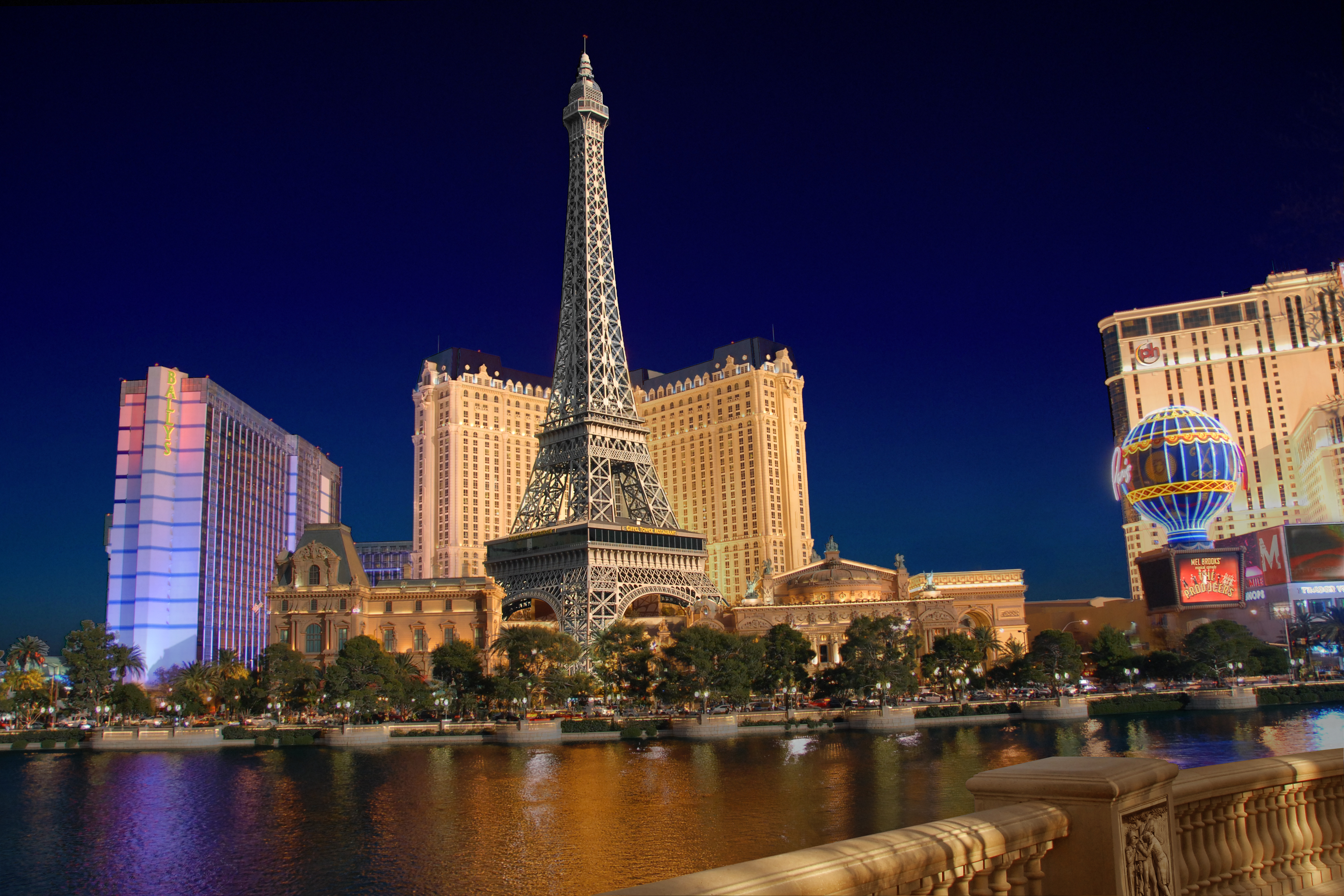
Réplique de la tour Eiffel de Las Vegas (165 mètres).

Un pastiche architectural est une imitation d'un édifice ou d'un style, ce n'est pas une copie conforme même si cela s'en rapproche. La célébrité de certains édifices fut telle que des répliques, des pastiches et des « copies » en furent construits ailleurs dans le monde.
Le principe du pastiche des styles architecturaux va jusqu'à la création de villes factices entières. Tel le pastiche de ville allemande avec immeubles à colombages au Brésil à Blumenau, ou le pastiche du Paris haussmannien en Chine à Tiandu Cheng.

## LaBasilique Saint-PierredeRome
- Réplique pour la Basilique-cathédrale Marie-Reine-du-Monde à Montréal au Québec.
- Réplique pour l'église Saintes Agathe et Barbara à Oudenbosch aux Pays-Bas. La façade de cette dernière étant une copie de l'église également romaine Saint-Jean-de-Latran.

## Saint-Louis-des-InvalidesàParis
Le dôme de l'hôtel de ville de San Francisco aux États-Unis en est une réplique.

## LeChâteau de Maisons-Laffitteen France
Réplique d'un château près de Pékin en Chine.

## Lepalais de Justice de Bruxelles
Réplique (sans le dôme) pour la construction du Palais de Justice de Lima au Pérou.

## L'Hôtel de ville de Bruxelles
Pastiche comme Hôtel de ville pour la ville de Munich en Allemagne.

## L'arc de triomphe ditArcades du Cinquantenaireà Bruxelles
Réplique aux deux tiers de la taille de l'original à Jiangxi, en Chine.

## LaRésidence de montagnedeChengdeenChine
Pastiches de plusieurs monuments chinois.

## Las Vegas
À Las Vegas, États-Unis, ont été construites de nombreuses répliques de bâtiments célèbres, à des échelles diverses.
- Répliques de monuments français : Tour Eiffel, Arc de triomphe, Opéra Garnier.
- Pastiches égyptiennes.
- Pastiche vénitien.